# Walker Chess-player
O Walker Chess-player ou American Chess-player foi um autômato falso criado pelos irmãos Walker em Baltimore, Maryland. A máquina foi criada na década de 1820 para competir com O Turco, o famoso autômato de Johann Nepomuk Mälzel que estava em turnê pelos Estados Unidos da América. Mälzel ofereceu a quantia de mil dólares pelo autômato, mas a oferta foi recusada e a máquina duplicada foi exibida por vários anos, mas nunca recebendo a mesma atenção que O Turco, vindo cair no anonimato anos mais tarde.